# أندرياس ليند
أندرياس ليند (بالسويدية: Andreas Linde) (24 يوليو 1993 السويد - ) هو لاعب كرة قدم سويدي، يلعب كحارس مرمى، شارك في كرة القدم في الألعاب الأولمبية الصيفية 2016.

## روابط خارجية
- أندرياس ليند على موقع الاتحاد الأوربي (الإنجليزية)
- أندرياس ليند على موقع اتحاد النرويج (النرويجية)
- أندرياس ليند على موقع اتحاد السويد (السويدية)
- أندرياس ليند على موقع قاعدة بيانات كرة القدم.إي يو (الإنجليزية)
- أندرياس ليند على موقع ناشيونال فوتبول تيمز (الإنجليزية)
- أندرياس ليند على موقع Soccerbase.com (لاعب) (الإنجليزية)
- أندرياس ليند على موقع Soccerway.com (الإنجليزية)
- أندرياس ليند على موقع أوليمبيديا (الإنجليزية)
- أندرياس ليند على موقع اللجنة الأولمبية السويدية (السويدية)
- أندرياس ليند على موقع AS.com (الإسبانية)